# Elmstead Market
Elmstead Market – osada w Anglii, w hrabstwie Essex, w dystrykcie Tendring. Leży 39 km na północny wschód od miasta Chelmsford i 88 km na północny wschód od Londynu. W 2001 miejscowość liczyła 1682 mieszkańców.